# Ethiosciapus prysjonesi
Ethiosciapus prysjonesi är en tvåvingeart som beskrevs av Henk J.G. Meuffels och Patrick Grootaert 2007. Ethiosciapus prysjonesi ingår i släktet Ethiosciapus och familjen styltflugor.
Artens utbredningsområde är Seychellerna. Inga underarter finns listade i Catalogue of Life.